# Kościół św. Stanisława w Nakle nad Notecią
Kościół Świętego Stanisława w Nakle nad Notecią – rzymskokatolicki kościół parafialny w mieście Nakło nad Notecią. Mieści się przy ulicy Księdza Piotra Skargi.

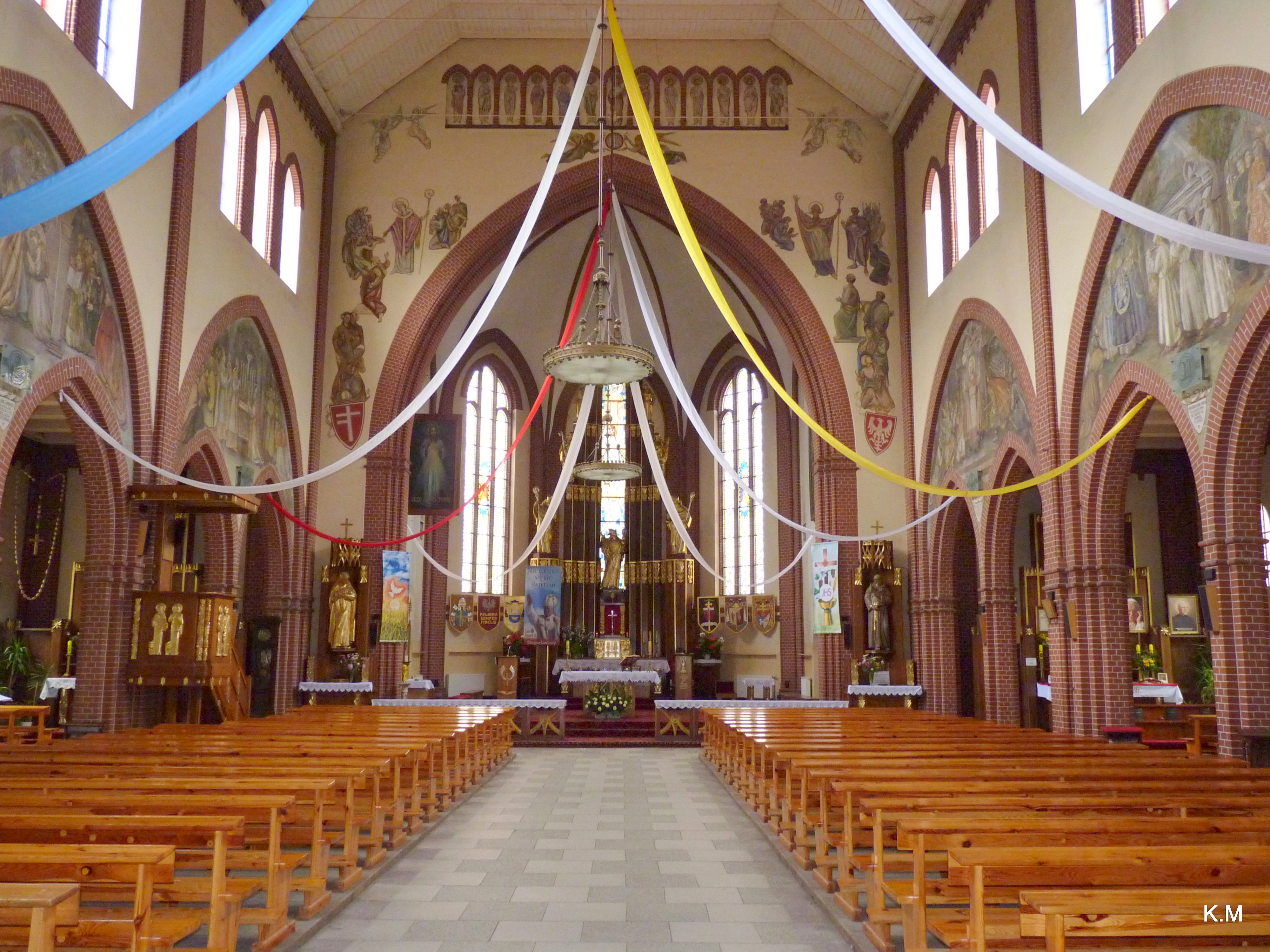
Wnętrze świątyni

Świątynia została zbudowana w 1895 roku dla wspólnoty ewangelicko-unijnej i był jej własnością aż do 1945 roku. Wkraczająca armia sowiecka w styczniu 1945 roku zniszczyły wieżę kościelną, która w roku 2016 została zrekonstruowana. Po zakończeniu działań wojennych świątynię przejęła parafia św. Stanisława Biskupa i Męczennika, która została powołana dekretem kardynała Edmunda Dalbora w 1925 roku i nie posiadała swojej świątyni. Wierni zajęli się odbudową zniszczonej budowli i już na odpuście w 1945 roku prace remontowe zostały zakończone.
We wnętrzu znajduje się ołtarz główny, który został wykonany w 1947 według projektu profesora Bieńkowskiego z Poznania. Zaprojektował on również ołtarze boczne, które zostały zamontowane w 1948 roku. Polichromia została namalowana przez dwóch artystów: Kazimierza Jasnocha i Włodzimierza Bartoszewicza z Poznania.